# Tachina jawensis
Tachina jawensis là một loài ruồi trong họ Tachinidae.